# Pandora (satelit)
Pandora este un satelit interior al lui Saturn. A fost descoperit în 1980 din fotografiile făcute de sonda Voyager 1 și a fost desemnat provizoriu S/1980 S 26.  La sfârșitul anului 1985, a fost numit oficial după Pandora din mitologia greacă.  Este denumit și Saturn XVII. 
Pandora a fost considerat a fi un satelit cioban exterior al Inelului F. Cu toate acestea, studii recente indică faptul că nu joacă un astfel de rol și că doar Prometheus, păstorul interior, contribuie la menținerea inelului îngust.   Are mai multe cratere decât Prometheus cere se află în apropiere și are cel puțin două cratere mari de 30 kilometri (19 mi) în diametru. Majoritatea craterelor de pe Pandora sunt puțin adânci, deoarece sunt umplute cu resturi. Crestele și șanțurile sunt de asemenea prezente pe suprafața satelitului. 
Orbita Pandorei pare a fi haotică, ca o consecință a unei serii de patru rezonanțe de 118:121 cu Prometheus.  Cele mai apreciabile modificări ale orbitelor lor au loc aproximativ la fiecare 6,2 ani,  când periapsida Pandorei se aliniază cu apoapsida lui Prometheus și sateliții se apropie până la aproximativ 1.400 kilometri (870 mi). Pandora este, de asemenea, într-o rezonanță de 3:2 cu Mimas. 
Din cauza densității sale foarte scăzute și a albedo-ului relativ ridicat, se pare că Pandora este un corp de gheață foarte poros. Cu toate acestea, există multă incertitudine în aceste valori, așa că acest lucru rămâne să fie confirmat.

## Galerie

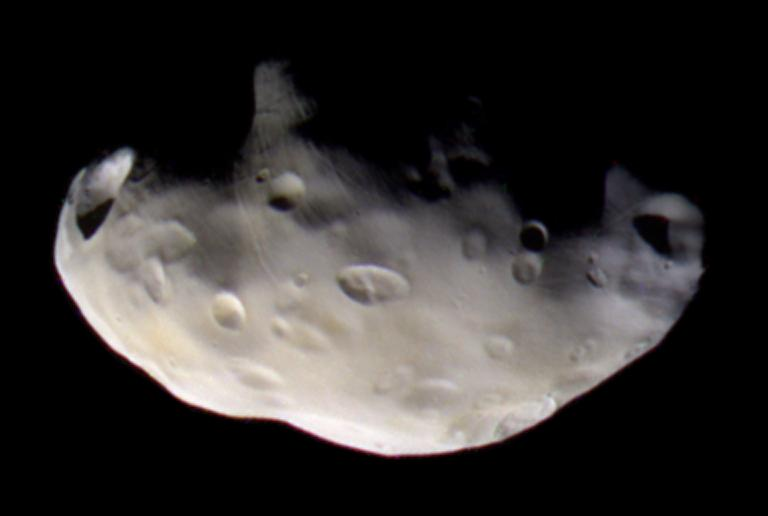
Vedere a satelitului, făcută în timpul zborului lui Cassini din septembrie 2005.
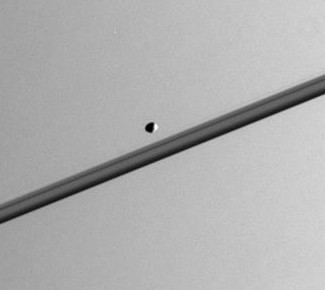
Pandora văzută de sonda Cassini în 2005; inelele lui Saturn sunt în fundal.
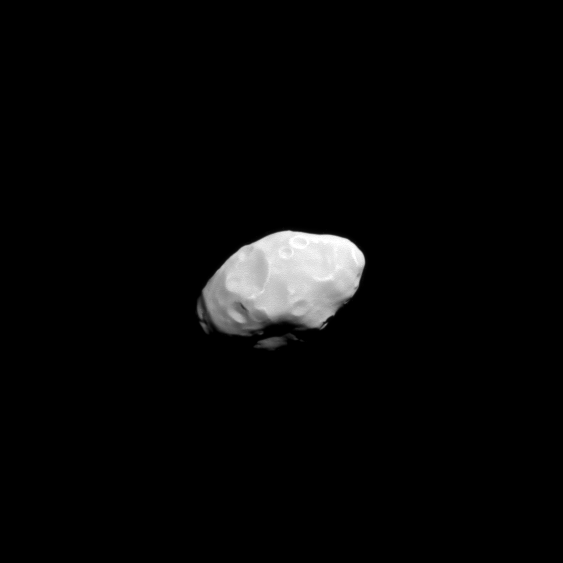
Cassini a surprins această vedere apropiată a satelitului Pandora al lui Saturn în timpul zborului navei spațiale de pe 3 iunie 2010.
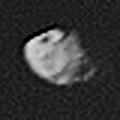
Imagine Voyager 2 a Pandorei (august 1981).